# 러시아-시리아-이란-이라크 동맹
러시아-시리아-이란-이라크 동맹(RSII 동맹) 또는 일명 4+1(레바논의 헤즈볼라를 포함할 경우)는 이슬람 국가에 맞서 싸우는 러시아 주도의 군사적 동맹체이다. 이들의 작전실은 시리아의 다마스쿠스와 이라크 바그다드 내의 그린 존에 있다. 이 동맹은 러시아, 시리아, 이란, 이라크 4개국이 IS에 대해 정보를 수집하는 것을 서로 돕고 협력한다는 취지에서 2015년 9월 말 합의 결과로 형성된 것이었다. 이라크 합동 연합작전사령부에서 언급된 진술에 따르면 이들은 이슬람 국가의 진격을 막기 위해 전투도 이어간다. 이러한 진술은 ISIS와 연계된 러시아의 수천 명의 테러리스트들에 대한 러시아 정부의 증폭된 우려도 이러한 동맹의 성립에 기여했다는 것도 포함되어 있었다.
2015년 10월 이 동맹의 설립은 이란 쿠드스군 사령관인 가셈 솔레이마니가 2015년 7월 모스크바에 방문한 이후에 고안된 것으로 보인다고 밝혔다. 작전 초기에는 러시아 공군이 시리아 정부군, 이슬람 혁명 수비군과 이들과 동맹을 맺은 기타 무장 단체들을 지원했다. NATO와 미국, 그리고 이들의 아랍 동맹국들은 이 동맹에 비판을 가했는데, 그 이유는 공습이 전역 기간 중 첫번째 주에만 발생했고, 러시아군이 IS 군대뿐만 아니라 시리아 정부에 반대하는 군대도 폭격했기 때문이었다.

## 배경

### 러시아와 중동
냉전 시기부터 러시아는 시리아, 이란, 이라크와 밀접한 동맹 관계를 유지했다. 당시 소비에트 연방이었던 러시아는 미국에 대항하기 위해 이들을 전략적 동맹국으로 삼고자 노력했다. 대표적인 예로 시리아가 독립하기 몇 달 전인 1946년 2월 10일, 러시아는 시리아에 정규 부대 창설 및 무기를 지원해주겠다고 약속하였고, 수에즈 전쟁 이후에는 소비에트-시리아 간에 수많은 군사 및 경제 협정이 체결되었다. 1970년대에 소련은 알아사드 가문을 지원하여 시리아를 자국의 동맹국으로 자리매김하는데 기여했다. 이란의 경우도 비슷했다. 1979년 이란 혁명 발생 이후 새로 탄생한 이란 이슬람 공화국을 처음 인정한 국가는 소련이었다. 1980년 이란-이라크 전쟁 당시 소련은 이라크에 적극적인 지원을 하여 이란과의 관계는 냉각되었지만, 소련 몰락 이후 양국의 관계는 다시 발전하였고, 1990년대 중반에는 이란의 핵 개발 프로그램을 지원하였다. 이란은 러시아 주도의 집단 안보 조약 기구의 초청국이며, 상하이 협력 기구의 준회원국이기도 하다. 이라크의 경우, 1972년 이집트가 소련군의 철수를 요구하면서 양국 간의 관계가 발전하기 시작하였다. 이라크와 소련은 같은 해 우방국 동맹 조약을 체결하여 타국으로부터의 위협이 있을 시 상호 간 보호를 약속했다. 이러한 이유로 이란-이라크 전쟁 당시 소련은 이라크를 지원했다. 1990년 걸프 전쟁 발발 당시 소련은 미국 주도의 연합군에 지원을 하여 이라크와의 관계는 냉각되었으나, 소련 몰락 이후 양국의 관계는 발전했다. 러시아는 걸프 전쟁 이후 이라크에 대한 제제 및 2003년 미국의 이라크 침공에 대해 반대했으며, 이라크와 러시아 양국 모두 이스라엘의 가자 전쟁에 반대 목소리를 냈다. 이러한 러시아와 중동 국가 간의 관계는 동맹의 창립에 큰 기여를 했다고 볼 수 있다.

### 시리아 내전
시리아 내전은 2011년 초 바샤르 알아사드에 대항한 반정부 집단이 봉기하면서 시작되었지만, 시위는 폭력적으로 바뀌었고 시리아 전 지역에서 정부군 및 친정부 무장단체와 반군이 등장하면서 내전의 양상으로 바뀌었다. 전쟁은 수많은 반군 집단과 정부 정당 및 동맹 무장 단체의 전투로 이어졌다. 25만 명 이상의 사람들이 목숨을 잃었고, 1000만 명 이상의 시민들이 피난민이 되었다. 대부분의 반군과 그들의 서구 연합군들은 아사드의 퇴진을 요구했고 내전에 대한 해결책을 강구하는 데에는 실패했다. 최근에 몇몇 서구 국가들은 아사드가 중재에 어떤 역할을 해 줄 수도 있다고 말했다. 이러한 서구 국가들의 발언에 아사드는 시리아의 미래를 결정하는 것은 서구 국가들의 일이 아니라고 단호하게 말했다. 그는 미국과 그들의 동맹국들을 반군 지원으로 고소했으며, 러시아와 연합한 시리아 전투기들의 공습이 미국 주도 연합군의 공습보다 효과적이라고 말했다. 아사드에 따르면 미국 주도 연합군에 참여한 국가들이 테러를 지원하고 있으며, 그들은 테러에 맞서 싸울 수 없다고 말했다. 그는 그들이 테러와 싸우는 동안 테러는 더욱 확산되었다고 말했다.
제2차 이들리브 전투 이후 이들리브 주를 잃은 시리아 정부는 2015년 전반의 반군 공격으로 아사드 정권의 유지마저 위태롭게 되었다. 고위급 회담이 2015년 전반에 러시아와 이란 정부 사이에 오갔으며 정치적 합의가 이루어졌다. 2015년 10월 시리아에서 러시아의 작전은 가셈 솔레이마니의 방문 기간 동안 논의되었지만, 러시아 정부 측은 이를 부인했다. 시리아 정부의 공식적인 요청에 따라, 2015년 9월 러시아는 처음으로 시리아 상공에 전투기를 파견했으며 작전 준비를 위해 라타키아에 전투병력 및 군수물자를 보냈다.

## 합의
2015년 9월 말 이란, 이라크, 시리아, 러시아가 ISIL에 대항하여 벌이는 작전에서 협력하기 위해 연합정보본부가 바그다드에 설립되었다. 러시아 외교부장관 세르게이 라브로프가 시리아에서 러시아의 작전이 시작되기 전 2015년 10월 중반에 한 발언에 따르면 러시아 정부는 바그다드 주재의 연합정보본부에 미국을 초청했지만, 그는 불확실한 답을 들었다고 말했다. 미국이 러시아에 가하는 높은 제제에 대한 푸틴의 제안과 시리아에서의 협력을 위한 러시아-미국 간의 회담 개최도 비슷한 방식으로 좌절되었다. 시리아의 반군 및 성전주의자에 대한 공식적인 도움 요청에 뒤이어 동맹군을 작전을 개시했다. 현재 이 동맹에서 주도적인 역할을 하고 있는 국가는 러시아로 시리아 공군에 대한 지도 및 주요한 목표 설립을 담당하고 있다. 미국 주도의 CJTF-OIR과 러시아 주도의 RSII 동맹은 서로 간의 이견 차가 큼에도 불구하고 대 IS 군사 개입에 참전하여 IS를 공동의 적으로 삼고 있다.

## 이란의 역할
이 동맹의 또다른 주요 동맹 단체는 레바논과 그 지역의 무장 단체이자 정당인 헤즈볼라이지만, 1979년 이란 혁명 이후 이란의 지속적인 동맹국은 시리아가 유일했다. 이란은 수송, 기술, 금융 지원을 포함해 시리아 내전에서 시리아 정부를 적극적으로 지원했다. 2014년 4월, 이란 외교부 차관인 호세인 아미르압돌라힌은 "우리는 바사르 아사드 대통령이 목숨을 부지하는 것을 원하지 않는다. 하지만 우리는 테러나 극단주의자들이 아사드와 시리아 정부를 망치는 것을 보고 있을 수만은 없다"라고 말했다.
7월 24일, 쿠드스군 사령관 가셈 솔라이마니가 모스크바를 방문했고, 시리아에서의 양국 간 협의 계획이 마련되었다. 2개의 레바논 자료에 따르면, 리우터는 2015년 10월 1일에 수백 명의 이란 군대가 10일 전부터 시리아에 도착하여 시리아 정부군과 곧 연합할 준비를 마쳤다고 보고했다. 그들의 레바논 동맹 단체인 헤즈볼라 또한 러시아 공습의 지원 하에 주요 육상 공세를 펼칠 것이라고 보았다. 이란은 현재 이라크에서도 미국 및 이라크 정부와 연합해 ISIS에 맞서 싸우고 있다.

## 같이 보기
- CJTF-OIR: 미국 주도의 반IS 동맹군
- 이라크 내전 (2014년-2017년)
- 로자바, 시리아 민주군: 미국과 러시아의 지원을 모두 받고 있는 쿠르드 국가 및 무장 단체